# Layli Miller-Muro
Layli Miller-Muro (1972) es una abogada y activista estadounidense defensora de los derechos humanos de las mujeres.  En 1996 logró que la Junta de Apelaciones de Inmigración estadounidense concediera asilo a la activista togolesa Fauziya Kasinga creando un precedente nacional que cambió la ley de asilo por razón de género en Estados Unidos. Posteriormente fue fundadora y directora ejecutiva del Tahirih Justice Center, una organización sin ánimo de lucro dedicada a proteger a las mujeres de los abusos de derechos humanos tales como la violación, la mutilación genital femenina, la violencia doméstica, la trata de personas y el matrimonio forzado.

## Trayectoria
Miller-Muro recibió su doctorado de jurista en Relaciones Internacionales por la Universidad Americana y su título de grado por la Agnes Scott College. Posteriormente trabajó como abogada-asesora en la Junta de Apelaciones de Inmigración del Departamento de Justicia de los Estados Unidos y como abogada en un bufete privado en internacional en Washington D. C..
El trabajo de Layli Miller-Muro se hizo especialmente conocido a partir del caso de Fauziya Kasinga, una chica de 17 años que había huido de Togo por miedo a un matrimonio polígamo forzado y a la mutilación genital femenia. Tras muchas dificultades se le concedió el asilo en 1996 por la Junta de Apelaciones de Inmigración norteamericana.
Esta decisión abrió la puerta al reconocimiento sobre la persecución basada en el género como motivo de asilo en Estados Unidos. En 1998 escribió su experiencia como coautora en el libro Do They Hear You When You Cry? (¿Te escuchan cuando lloras?) que escribió con Kassindja y las ganancias con la publicación le ayudaron a crera la organización Tahirih.
Posteriormente fundó la organización Tahirih Justice Center dedicada al apoyo de mujeres e infancia en Estados Unidos.  En reconocimiento a la gestión de sus programas Tahirih ganó el premio de The Washington Post a la Excelencia en la Gestión y obtuvo el reconocimiento por su uso innovador de los servicios pro bono en la Stanford Social Innovation Review.

## Premios y reconocimientos
En 2010,  fue galardonada con el Smart CEO Brava! a mujeres empresarias que otorga el reconocimiento a 25 ejecutivas que son líderes ejemplares en sus compañías y sus comunidades.
En 2012, se reconoció su trabajo en Tahirih y fue nombrada una de las 150 Mujeres Más Osadas del Mundo  por Newsweek/The Daily Beast. En el mismo año, recibió el premio People's Voice de Diane Von Fürstenberg y formó parte de la lista las 100 emprendedoras más innovadoras de Goldman Sachs.
En 2013 recibió un doctorado honorífico por la Universidad del Norte de Illinois.
Miller-Muro fue nombrada Madre Joven del Año en 2015 por American Mothers Inc. También fue incluida entre las 50 dirigentes religiosas más poderosas para celebrar el Día Internacional de la Mujer en 2014 por The Huffington Post.

## Vida personal
Miller-Muro vive en Washington D. C. con su marido, Gil Miller-Muro y sus tres hijos. Es practicante activa de la religión bahaísta.